# Distrito de Delhi noroeste
Delhi noroeste es un distrito de India en el territorio capital nacional de Delhi. Código ISO: IN.DE.NW.
Comprende una superficie de 130 km².
El centro administrativo se encuentra en Kanjhawala.

## Demografía
Según censo 2011 contaba con una población total de 3 651 261 habitantes.